# Соснове (Краматорський район)
Соснове — селище в Україні, в Лиманській міській територіальній громаді Донецької області. У селі мешкає 235 осіб.

## Населення

### Мова
Розподіл населення за рідною мовою за даними перепису 2001 року:
| Мова       | Кількість | Відсоток |
| ---------- | --------- | -------- |
| українська | 153       | 87.43%   |
| російська  | 20        | 11.43%   |
| циганська  | 2         | 1.14%    |
| Усього     | 175       | 100%     |